# Клютковиця
Клютковиця, Клюткавка — річка в Україні у Дрогобицькому районі Львівської області. Права притока річки Опаки (басейн Дністра).

## Опис
Довжина річки приблизно 5,21 км, найкоротша відстань між витоком і гирлом — 4,57  км, коефіцієнт звивистості річки — 1,14 . Формується багатьма струмками.

## Розташування
Бере початок на північно-східних схилах гори Бухів (668,9 м). Тече переважно на північний захід і у селі Опака впадає у річку Опаку, праву притоку річки Бистриці Тисменицької.